# Cynthia 1920
La Società Sportiva Dilettantistica Cynthia 1920 è una società calcistica italiana con sede nella città di Genzano di Roma, nella città metropolitana di Roma Capitale, nell'area dei Castelli Romani. Milita in Promozione, sesto livello del calcio italiano. 
Il Cynthia ha partecipato al campionato di Serie C 1974-1975 e alla Serie C2 1988-1989.

## Storia

Il Cynthia della stagione 1974-75, al debutto in Serie C.

La società nasce nel 1920 e disputa inizialmente diversi campionati a carattere regionale ed interregionale. Nella stagione 1973-74, classificandosi in prima posizione nel girone F, arriva la prima storica promozione in Serie C, la terza categoria del calcio italiano in cui i castellani si ritrovano a giocare in piazze quali Catania, Bari, Lecce o Reggio Calabria. Il professionismo torna a Genzano anche nell'annata 1988-89 con il Cynthia che disputa il campionato di Serie C2 ma, pur ottenendo la salvezza sul campo, viene declassato in Interregionale per motivi economici. Negli anni 80 inoltre quattro atleti biancazzurri raggiungono la nazionale under 21 italiana: Fabrizio Bevilacqua, Fabrizio Bucciarelli, Maurizio Coppola e Fabrizio Olivieri. Nel comune castellano ha mosso i suoi primi passi anche Bruno Abbatini, ex calciatore della Roma in Serie A.
Nel 2020 si unisce con l'Albalonga dopo la retrocessione in Promozione da ultima nel girone A di Eccellenza laziale. La svolta storica, che vede coinvolti il presidente azzurro Bruno Camerini e quello biancoceleste Roberto Cicogna, è stata portata avanti per unire le anime di due società storiche con l'intento di riportare in pianta stabile ai Castelli Romani il calcio professionistico. La prima squadra gioca nello storico stadio Bruno Abbatini di Genzano di Roma, mentre le squadre giovanili sono attive con i nomi di Cynthialbalonga, attiva nell'impianto sportivo di Pavona di Albano Laziale, e Albacynthia, attiva all'Abbatini di Genzano di Roma per permettere al maggior numero di giovani del territorio di continuare l'attività sportiva.
Al termine della stagione 2024-25, le due società riprenderanno percorsi separati, tornando a far vivere le rispettive anime nella propria cittadina di appartenenza. L'11 Aprile 2024, al Borgo di Ariccia, viene presentata la rifondazione del Cynthia 1920, grazie alla fusione di Albacynthia (ex settone giovanile del Cynthialbalonga), PGS Don Bosco e Genzano FC (squadra nemorense militante in Promozione). Le redini della nuova società verranno prese da Damiano Amici, mentre i ruoli di vicepresidente e coordinatore generale saranno rispettivamente di Roberto Cicogna e Andrea Bongianni. La nuova squadra inizialmente doveva militare in Seconda Categoria, ma dopo l'acquisto del titolo dal Palestrina, giocherà in Promozione nella stagione 2025-2026. L'Albalonga continuerà la sua avvincente storia tornando nel comune di Albano Laziale.

## Palmarès

### Competizioni nazionali
- Serie D: 1

1973-1974 (girone F)
- Campionato Interregionale: 1

1987-1988 (girone G)

### Competizioni regionali
- Eccellenza: 1

1991-1992 (girone B)
- Promozione: 2

1970-1971, 1972-1973 (girone B)

## Impegno sociale
Nell'estate del 2015 la squadra si è distinta per il salvataggio e l'adozione di una cagnolina abbandonata, diventata la mascotte della squadra.

## Colori e simboli

### Colori
I colori sociali sono il Bianco-Azzurro. Il simbolo è la dea Diana cacciatrice con l'arco.

## Stadio
Il Cynthia disputa le sue partite interne presso lo stadio " Bruno Abbatini "
L'impianto presenta le seguenti caratteristiche:
- Posti totali: 4050
- Larghezza campo: 70,00 m
- Lunghezza campo: 110,00 m
- Fondo: Erba
- Copertura campo: Tribuna ospiti (1200 posti) e curva (1050) scoperti, tribuna centrale per i tifosi di casa coperta (1800).

## Statistiche e record

### Partecipazione ai campionati
| Livello | Categoria                       | Partecipazioni | Debutto   | Ultima stagione | Totale |
| ------- | ------------------------------- | -------------- | --------- | --------------- | ------ |
| 3º      | Serie C                         | 1              | 1974-1975 | 1974-1975       | 1      |
| 4º      | Prima Divisione                 | 6              | 1940-1941 | 1947-1948       | 14     |
| 4º      | Serie D                         | 7              | 1971-1972 | 2016-2017       | 14     |
| 4º      | Serie C2                        | 1              | 1988-1989 | 1988-1989       | 14     |
| 5º      | Seconda Divisione               | 2              | 1938-1939 | 1939-1940       | 40     |
| 5º      | Prima Divisione                 | 4              | 1948-1949 | 1951-1952       | 40     |
| 5º      | Prima Categoria                 | 9              | 1959-1960 | 1967-1968       | 40     |
| 5º      | Promozione                      | 5              | 1968-1969 | 1977-1978       | 40     |
| 5º      | Campionato Interregionale       | 9              | 1981-1982 | 1990-1991       | 40     |
| 5º      | Campionato Nazionale Dilettanti | 1              | 1992-1993 | 1992-1993       | 40     |
| 5º      | Serie D                         | 10             | 2007-2008 | 2016-2017       | 40     |